# Braekel
Braekel hoặc Brakel là một trong những giống gà châu Âu cũ. Lịch sử của nó bắt đầu từ năm 1416, khi nó được nhắc đến như một giống gia cầm thành công của vùng Brakel của Bỉ. Có một phiên bản gà bantam của giống gà Braekel.

## Lịch sử
Hai loại khác biệt của giống gà Braekel đã được công nhận trong quá khứ: loại lớn sống trên vùng giàu đất sét Flanders, và một loại có khối lượng nhẹ hơn sống trong khu vực đất ít màu mỡ, Kempen. Do lai chéo giữa các loại khác nhau, sự khác biệt này đã biến mất, dẫn đến một loại duy nhất.
Tuy nhiên, ở Anh, Mỹ và Úc, người ta vẫn có thể tìm thấy hậu duệ của gà Kempische Brakel dưới cái tên cũ 'Campine'. Giống Campine đã phát triển khác với giống Braekel. Sự khác biệt đáng chú ý nhất là lông giống gà mái của gà trống và khối lượng Campine thấp hơn.
Số lượng gà Braekel đã giảm trong và sau Thế chiến thứ hai và hiện nay nó là một giống hiếm.

## Đặc điểm
Braekel là một giống gà nhẹ cân; gà trống nặng từ 2–2,5 kg và gà mái từ 1,8–2,2 kg. Gà trống Bantam nặng khoảng 800 g và gà mái bantam khoảng 700 g. Kích thước vòng là 18 mm và 16 mm đối với gà trống và gà mái có kích thước tiêu chuẩn, và 13 mm và 11 mm tương ứng cho gà bantam.
Lông dài, thẳng và một màu cổ đồng nhất là đặc trưng của Braekel. Một số biến thể màu sắc tồn tại, với vàng và biến thể màu bạc là phổ biến nhất.